# Terrace Bay
Terrace Bay est un township dans le district de Thunder Bay en Ontario.

## Démographie
| 2001  | 2006  | 2011  | 2016  |
| ----- | ----- | ----- | ----- |
| 1 950 | 1 625 | 1 471 | 1 611 |